# Ectima
Con il termine  ectima, in campo medico si intende una forma di piodermite che si manifesta sulla cute con bolle, vescicole e pustole, le quali rompendosi danno luogo ad una caratteristica ulcerazione. Il disturbo fa spesso seguito ad infezioni batteriche sostenute da cocchi o Pseudomonas aeruginosa. Vi è una stretta relazione tra impetigine ed ectima: quest'ultimo, caratterizzato dall'infezione che si estende nel derma può essere infatti considerato la forma ulcerativa dell'impetigine.

## Eziologia
La causa è spesso da riscontrarsi in traumi minori (ad esempio escoriazioni, dermatiti, punture di insetti) con successiva colonizzazione da parte di Streptococco beta-emolitico di gruppo A (Streptococco piogene) oppure di Staphylococcus aureus.  Anche Pseudomonas aeruginosa rappresenta una causa frequente di infezione.

## Epidemiologia
Ectima si verifica con maggiore frequenza in età pediatrica e nelle persone anziane, specialmente se trascurate ed in scarse condizioni igieniche. Alcuni focolai sono stati segnalati anche in comunità ristrette ed in particolare tra giovani militari. Frequente è anche l'interessamento di persone con immunocompromissione (soggetti affetti da patologie croniche e debilitanti, diabete mellito, infezione da HIV e AIDS, neutropenia, trapiantati).
Fattori favorenti la condizione:
- Elevata temperatura e umidità
- Condizioni di vita affollate
- Scarse condizioni igieniche

## Morbidità/mortalità
Ectima raramente porta a sintomi sistemici oppure a batteriemia, tanto meno a sepsi. Le lesioni sono dolorose e possono associarsi a linfoadenopatia. In alcuni soggetti possono verificarsi linfangite secondaria e cellulite. Ectima spesso guarisce spontaneamente ma dando esito a cicatrici. Il tasso di glomerulonefrite post-streptococcica è pari a circa 1%.

## Sintomatologia
La malattia inizia con la comparsa improvvisa di una vescicola con base eritematosa, la quale nel tempo (ore o giorni), si allarga e quindi crea un'ulcera che ben presto si ricopre con una crosta necrotica, spessa e di colore marrone-nerastro.
Molto spesso la vescicola si accompagna ad una reazione infiammatoria di colore violaceo che nasce al bordo della vescicola stessa.
Ectima di solito si pone sulle estremità inferiori dei bambini e degli anziani.
Nei climi tropicali non è infrequente che le ulcere ectimatose si localizzino sulle caviglie e sul dorso dei piedi.

## Terapie
Il trattamento è a base di antibiotici tra i quali mupirocina, acido fusidico così come antibiotici per via sistemica benzatil-penicillina, eritromicina, cloxacillina, cefalexina ed altri ancora.
Infine è necessario l'eliminazione della crosta dopo dovuta pulizia.